# Encyclopædia Britannica

Titelblatt der ersten Auflage 1771

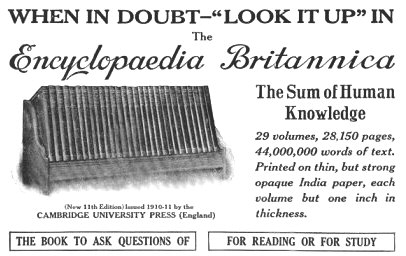
Inserat für die Encyclopædia Britannica von 1911, erschienen in National Geographic, Mai 1913

Die Encyclopædia Britannica [ɪnˌsaɪkləˈpiːdiə bɹɪˈtænɪkə], kurz auch Britannica, ist eine 1768 begründete englischsprachige Enzyklopädie. Sie beansprucht für sich, das menschliche Wissen in möglichst großer Breite zusammenfassend darzustellen. Sie steht insbesondere im Ruf, in wissenschaftlicher Hinsicht zuverlässige Angaben zu enthalten. Die Autoren sind in vielen Fällen namhafte Wissenschaftler oder bekannte Publizisten; ihre Urheberschaft wird jeweils nachgewiesen. Seit 1911 wird das Werk in den USA herausgegeben. Seit 2012 erscheint die Enzyklopädie in digitaler Form.

## Entwicklung
Die  Encyclopædia Britannica ist ein Produkt der schottischen Aufklärung. Sie wurde zunächst in Edinburgh herausgegeben. Die erste Auflage erschien ab 1768 in wöchentlichen Lieferungen, die 1771 zu drei Bänden zusammengefasst wurden. Um 1870 zog der Verlag für die 9. und 10. Auflage von Schottland nach London um und wurde mit der Zeitung The Times verbunden.
Für die elfte Auflage arbeitete der Verlag mit der Universität Cambridge zusammen. Danach stand erneut ein Umzug an, da die Marken- und Veröffentlichungsrechte an Sears Roebuck verkauft worden waren. Neuer Firmensitz wurde Chicago. Der gegenwärtige Verlag, der auch die Markenrechte für den Begriff „Britannica“ erworben hat, ist die Encyclopædia Britannica, Inc.
Im Jahre 2004 enthielt die Britannica 75.000 Artikel mit 44 Millionen Wörtern. Sie kann in der Ausgabe von 2010 noch in Papierform erworben werden (32 Bände, Listenpreis 1400 Dollar), per Internet abonniert (knappe Erläuterungen sind kostenlos) oder als CD-ROM bzw. DVD ohne Internetverbindung gelesen werden. Am 13. März 2012 gab der Verlag bekannt, dass die Enzyklopädie in Zukunft nur noch digital erscheinen werde.

## Editionsgeschichte

### Gedruckte Auflagen
Der Umfang der Britannica wuchs bis zum Anfang des 20. Jahrhunderts kontinuierlich, verringerte sich aber ab der 11. Auflage (1910–1911) wieder leicht.
| Auflage | herausgegeben                                    | Umfang                                                                                | Bemerkung |
| ------- | ------------------------------------------------ | ------------------------------------------------------------------------------------- | --- |
| 01.     | 1768–1771                                        | 3 Bände                                                                               | Herausgeber: William Smellie. Ab 6. Dezember 1768 wurden wöchentliche Lieferungen (Nummern genannt) für Subskribenten produziert. Die 100 Nummern wurden 1771 in drei Bänden vereinigt. Zusammen 2391 Seiten mit 160 Kupferstichen. Preis: 12 Pfund. Verkauf: ca. 3000 Stück. |
| 02.     | 1777–1784                                        | 10 Bände                                                                              | |
| 03.     | 1788–1797, 1801, 1803 (überarbeitete) Supplement | 18 Bände + 2 Bände Supplement                                                         | |
| 04.     | 1801–1809                                        | 20 Bände                                                                              | |
| 05.     | 1815–1817, 1816–1824 Supplement                  | 20 Bände + 6 Bände Supplement                                                         | |
| 06.     | 1820–1823                                        | 20 Bände                                                                              | |
| 07.     | 1830–1842                                        | 21 Bände + Index                                                                      | Verleger: A & C Black, Edinburgh |
| 08.     | 1853–1860                                        | 21 Bände + Index                                                                      | Verleger: A & C Black |
| 09.     | 1875–1889                                        | 24 Bände + Index mit der Nummer 25. Bekannte Nachdrucke: 1890, 1892, 1895, 1896, 1898 | Verleger: A & C Black. In der 9. Auflage gab es besondere von Prominenten geschriebene Artikel wie die über Äther, Elektrizität und Magnetismus von James Maxwell und der über Wärme von William Thomson (dem späteren Lord Kelvin). |
| 10.     | 1902–1903                                        | 9. Auflage + 11 Bände Supplement                                                      | Die 9./10. Auflage wird jetzt zusammenfassend mit 1–35 durchnummeriert. Dies kann bei Nr. 25 zu Verwirrung führen: Es gibt einen Indexband Nr. 25 in der 9. Auflage, andererseits gibt es Nr. 25 als ersten Band der 10. Auflage (die mit Nr. 35 einen neuen Index bekommt). Eine wirklich komplette 9./10. Auflage würde beide Indexbände enthalten und aus 36 Bänden bestehen. Auf dem freien Markt wird die „vollständige“ 9./10. Auflage oft mit 35 Bänden angeboten, das heißt mit nur einem Band 25. In diesem Fall sollte man darauf achten, dass es sich bei Band 25 um den ersten Textband der 10. Auflage handelt, sonst fehlt dieser. |
| 11.     | 1910–1911                                        | 29 Bände                                                                              | Die 11. Auflage wird als die klassische Edition der Encyclopædia betrachtet und ist gemeinfrei. Sie enthält lange und detaillierte Biografien, aber nur wenige allgemeine oder Gesellschaftsgeschichte. So sind bspw. alle Informationen über die Völkerwanderung unter Attila dem Hunnen zusammengefasst. Auch Sitten und Politik der Westgoten finden sich im Eintrag über ihren König Alarich I. wieder. Da diese Auflage Weltgeschichte anhand Biografien großer Persönlichkeiten erzählte, wurde dadurch die Vorstellung einer Great-Man-Theorie populär.                                                                                   |
| 12.     | 1921–1922                                        | 11. Auflage + 3 Bände Supplement                                                      | |
| 13.     | 1926                                             | 11. Auflage + 3 Bände Supplement                                                      | Ersetzung der 12. Auflage durch 3 verbesserte Supplementbände, seit 1.1.2022 gemeinfrei |
| 14.     | 1929–1973                                        | 24 Bände                                                                              | Von Prominenten geschriebene Artikel, z. B. George Bernard Shaw über Sozialismus, Trotzki über Lenin. |
| 15.     | 1974–1984 1985–2010                              | 30 Bände (1. Version) 32 Bände (2. Version)                                           | 10 Bände Micropædia, 19 Bände Macropædia, 1 Band Propædia (Erläuterung siehe unten). 12 Bände Micropædia, 17 Bände Macropædia, 1 Band Propædia; zusätzlich 2 Registerbände. |

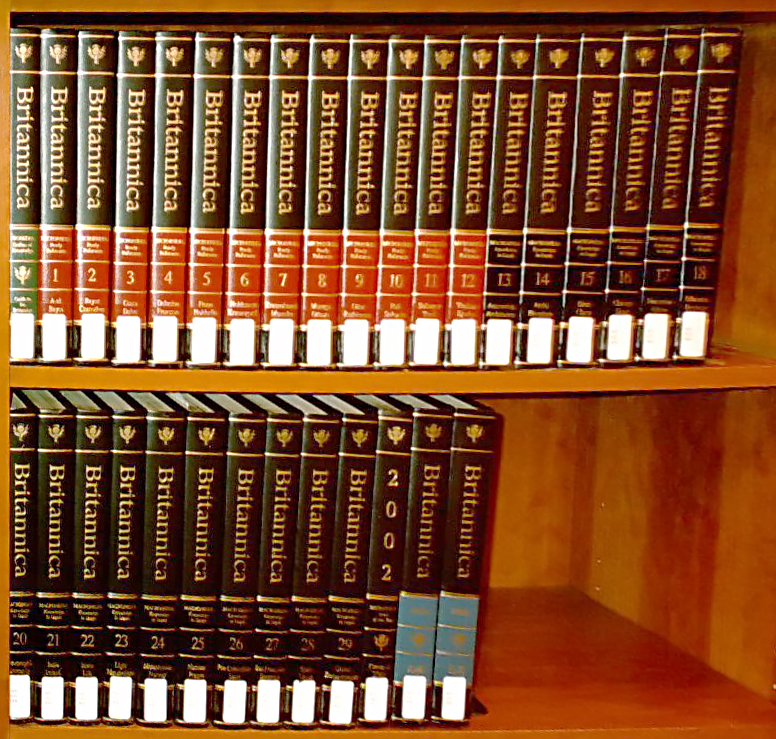
Die 15. Auflage, zweite Version:
– 1 Band Propædia (grün)
– 12 Bände Micropædia (rot)
– 17 Bände Macropædia
– 2 Registerbände (blau).
Vor den blauen Indexbänden ist noch das Britannica book of the year 2002 eingereiht.

Seit der 15. Auflage wird die gedruckte Britannica in drei Teilen präsentiert (erste Version, ab 1974) bzw. in vier Teilen (zweite Version, ab 1985), die jeweils eine unterschiedliche Funktion haben:
- Die sogenannte Micropædia mit eher knappen Artikeln dient der schnellen Suche.
- Wem das nicht reicht, der kann in der Macropædia sehr ausführliche, in die Tiefe gehende Artikel finden.
- Die Propædia ist eine thematische Auflistung der Wissensgebiete. Unterhalb einer Ebene von zehn Großthemen wird man zu weiteren Abschnitten geführt. Dort werden Artikel in der Macropædia und der Micropædia empfohlen.
- Seit 1985 kommen noch zwei Indexbände hinzu, mit denen man nach Begriffen aus der Macropædia und der Micropædia suchen kann.

### Situation seit der 15. Auflage
Die erste CD-ROM-Edition der Britannica wurde 1994 veröffentlicht. 1996 wurde der Haustürverkauf eingestellt.
1996 kaufte der Investor Jacob Safra die Firma für 135 Millionen Dollar und rettete sie vor dem Aus. Zur Encyclopædia Britannica Inc. gehört als Tochterunternehmen auch der Verlag Merriam-Webster.
Die gegenwärtige Version der Britannica entstand unter Mitwirkung von über 4 000 Fachleuten, einschließlich bekannter Gelehrter wie Milton Friedman, Carl Sagan und Michael E. DeBakey und 100 festangestellten Bearbeitern. 35 Prozent des Inhaltes sollen innerhalb der letzten zwei Jahre neu geschrieben worden sein (Stand 2016).
Die Onlineversion Britannica Online wurde ab Juni 2012 für 49,95 £ jährlich im Abonnement angeboten. Seit Anfang 2008 werden im Rahmen einer Aktion Zugänge für „Webpublisher“ angeboten, die für die Dauer eines Jahres kostenlos sind. Die Teilnehmer sind im März 2009 per E-Mail davon verständigt worden, diese besonderen Konditionen könnten auf Wunsch verlängert werden. Der Inhaber eines solchen Zugangs kann Artikel der Britannica über Link oder Widget von seiner Website aus freischalten, so dass jeder sie frei lesen kann, der die Seite über diesen Link aufruft. Die Seite kann aber nicht ausgedruckt werden. Die Encyclopædia Britannica betreibt auch den Twitteraccount „Britannica“.
Am 22. Januar 2009 gab der Britannica-Präsident Jorge Cauz bekannt, dass jedermann ab dem 23. Januar 2009 die Enzyklopädie im Internet erweitern könne. Die Änderungen müssten jedoch von einem Administrator freigegeben werden, bevor sie in der Internetversion erscheinen.
Am 13. März 2012 wurde die endgültige Einstellung der gedruckten Britannica und die vollständige Konzentration auf die digitalen Angebote bekannt gegeben. Der frühere CEO der Encyclopaedia Britannica, Inc., Joe Esposito, sagte zur rückläufigen Nachfrage bei gedruckten Enzyklopädien: „Das Internet war der letzte Nagel zum Sarg“.
Seit 2014 wird vom United Soft Media Verlag eine DVD als Ultimate Edition vertrieben.

## Rezeption
Die Artikel der Encyclopædia Britannica gelten im Allgemeinen als durchdacht, zuverlässig und gut verfasst. 1994 beschrieb die New York Times die Encyclopædia Britannica als „das älteste und renommierteste Nachschlagewerk der Nation [Vereinigte Staaten]“. Sie vermittelt aber auch ein eher angloamerikanisches Weltbild, das mit dem anderer Enzyklopädien nicht immer übereinstimmt. Der Vergleich mit Werken ähnlicher Größenordnung zeigt oft Unterschiede, besonders bei wertorientierten Themen.
Die 2004 erschienene Britannica Malayalam Encyclopedia basiert wesentlich auf Übersetzungen der Britannica.
Der US-amerikanische Journalist A. J. Jacobs erzählt in seinem Buch Britannica & ich. Von einem, der auszog, der klügste Mensch der Welt zu werden, wie er sein Vorhaben umsetzte, die komplette Encyclopædia Britannica zu lesen.
Im Dezember 2005 publizierte die Zeitschrift Nature einen Artikel, der die Qualität der Online-Ausgabe der Britannica mit derjenigen der englischen Wikipedia verglich. Der Autor kam zum Schluss, dass es bei der Stichprobe bezüglich Korrektheit und Vollständigkeit der Naturwissenschaftsartikel nur wenig Unterschiede gebe. Die Herausgeber der Britannica kritisierten diesen Artikel scharf, Nature hielt jedoch daran fest, auch nachdem die Britannica den Streit in Anzeigen thematisierte.